# Codalet
Codalet är en kommun i departementet Pyrénées-Orientales i regionen Occitanien i södra Frankrike. Kommunen ligger i kantonen Prades som tillhör arrondissementet Prades. År 2022 hade Codalet 353 invånare.

## Befolkningsutveckling
Antalet invånare i kommunen Codalet
| Referens: INSEE |